# جواو أوريليو
جواو أوريليو (بالبرتغالية: João Aurélio‏) (17 أغسطس 1988 في البرتغال - ) هو لاعب كرة قدم برتغالي في مركز الوسط. شارك مع منتخب البرتغال تحت 21 سنة لكرة القدم. أما مع النوادي، فقد لعب مع ناسيونال ماديرا.

## وصلات خارجية
- جواو أوريليو على موقع قاعدة بيانات كرة القدم.إي يو (الإنجليزية)
- جواو أوريليو على موقع Soccerway.com (الإنجليزية)
- جواو أوريليو على موقع عالم كرة القدم.نت (الإنجليزية)
- جواو أوريليو على موقع AS.com (الإسبانية)